# Prunay-Cassereau
Prunay-Cassereau ist eine französische Gemeinde mit 587 Einwohnern (Stand: 1. Januar 2022) im Département Loir-et-Cher in der Region Centre-Val de Loire. Sie gehört zum Arrondissement Vendôme und zum Kanton Montoire-sur-le-Loir. Die Einwohner werden Prunaisiens genannt.

## Geografie
Die Gemeinde Prunay-Cassereau liegt an der Grenze zum Département Indre-et-Loire, etwa 41 Kilometer westnordwestlich von Blois. Hier entspringt das Flüsschen Fontaine de Sasnières, das zum Loir entwässert. Umgeben wird Prunay-Cassereau von den Nachbargemeinden Lavardin im Nordwesten und Norden, Sasnières im Norden, Ambloy im Nordosten, Saint-Amand-Longpré im Osten, Authon im Süden, Monthodon im Südwesten und Westen sowie Saint-Arnoult im Westen und Nordwesten.

## Einwohnerentwicklung
| Jahr                       | 1962 | 1968 | 1975 | 1982 | 1990 | 1999 | 2006 | 2013 | 2022 |
| -------------------------- | ---- | ---- | ---- | ---- | ---- | ---- | ---- | ---- | ---- |
| Einwohner                  | 752  | 656  | 573  | 557  | 520  | 607  | 636  | 627  | 587  |
| Quellen: Cassini und INSEE |      |      |      |      |      |      |      |      |      |

## Sehenswürdigkeiten
- Kirche Saint-Jean-Baptiste aus dem 11. Jahrhundert

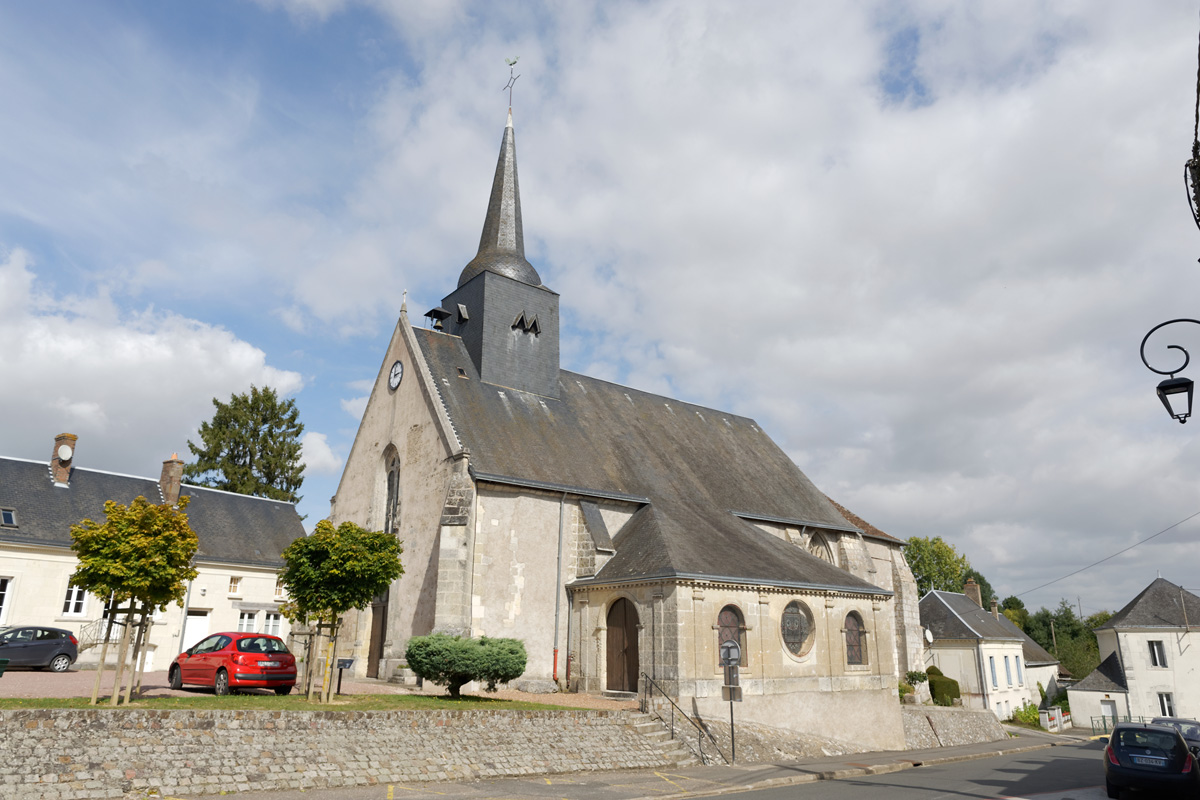
Kirche Saint-Jean-Baptiste